# گروسرودشتدت
گروسرودشتدت (به آلمانی: Großrudestedt) یک شهر در آلمان است که در زومردا واقع شده‌است. گروسرودشتدت ۲٬۰۳۲ نفر جمعیت دارد.